# Grand Guignol Orchestra
Grand Guignol Orchestra/La orquesta real de los guiñoles (人形 (ギニョール) 宫廷 楽 団 Guignol Kyūtei Gakudan?) es una serie japonesa de manga escrito e ilustrado por Kaori Yuki (Angel Sanctuary, La saga de Caín). La historia es sobre un hermoso cantante llamado Ruchiru y su orquesta que es invitado a una ciudad amenazada por los títeres que atacan los seres humanos. La serie comenzó su carrera en la serialización mensual antología de manga Bessatsu Hana to Yume en la edición de agosto de 2008. Se anunció en el panel de VIZ Media en el New York Anime Festival 2009 que el manga será lanzado bajo el sello Shojo Beat como Grand Guignol Orchestra.

## Personajes principales
Los personajes principales de la serie son:
- Lucille (ルチル?) el hermoso cantante de la orquesta real. Él lleva un diapasón, un instrumento único que puede amplificar su voz en ondas de presión para destruir los guiñoles.

- Elestial (エレスチャル?) la gemela que está condenada con el don de tocar el piano con la intención de atraer a los guiñoles. Actualmente, la pianista de la orquesta real. Su verdadero nombre es Celestite a pesar de que tomó la identidad de su hermano después de su muerte.

- Kohaku (コハク?) el violinista grosero y sádico, que es rápido con su pistola. Una cicatriz se ejecuta en su cara que él dice una mujer lo mordió allí.

- Gwindel (グィンデル?) el violonchelista tranquilo pero psicótico con un erizo como amigo. Gwindel es el músculo del grupo.

## Otros personajes
- Heliodor (ヘリオドール?) El señor de la ciudad de Toussaint, que solicita a la Orquesta Real en el primer capítulo. Heliodor perdió a su esposa y uno de sus hijos gemelos a los guiñoles. El virus lo dejó amargo, pero aún mantiene su familia cerca de su corazón.
- Vivian (ビビアン?) La cuidadora de Elestial y Celestite. Ella es un poco torpe, pero ella sigue siendo amable y cariñoso. Vivían perdió al amor de su vida a los guiñoles.
- Nepheline (ネフェリーン?) El señor del territorio de Red Beryl, que reside en la ciudad de Niobium.
- Spinel (スピネル?) La única mujer soldado en el ejército de Nepheline que tiene una fuerza increíble para matar guiñoles e intrusos en el territorio de Red Beryl.
- Morion Stilbite (モリオン・スティルバイト?) Primo de Ruchiru y Cordierite. Cuando Ruchiru se fue, puso al señor Larimar a hacerse cargo de la Oficial Orquesta Real, pero murió bajo circunstancias misteriosas y Morion tanto, se hizo cargo. Morion cambió su nombre a Conde Morion Stilbite y es completamente fiel a su prima Cordierite.
- Cordierite (コーディアライト?) La hermanita de Ruchiru, que dejó atrás, junto con su primo Morion. Cordierite siempre ha sido celosa de la belleza de su hermano y lo compara con su madre, que era la reina de Epidote. Cordierite teme convertirse en la reina de Epidote debido al hecho de que su madre era hermosa y joven, pero fría y destructiva. Ruchiru se encuentra con su hermana más tarde y ahora es la reina Gemsilica de Epidote que sólo tiene odio por él.
- Cookiete (クーク石?) El mayordomo de Cordierite, Ruchiru y Morion que permanece leal a los dos después de que Lucille se fue.
- Berthierite (ベルチェ?) El afinador que una vez fue un miembro de la Orquesta Real de la Corte. El pianista para ser precisos. Berthierite está bajo las órdenes del Senado para eliminar de ellos los enemigos no deseados. Con la máscara de un gato y lo que parece ser una doble espada es que el los ataqua sin piedad.
- Carnilian Rhodonite (カーネリアン・ロドナイツ?) Una monja en el convento de St. Vienna. Garnet es una hermosa mujer misteriosa que dice ser un noble de la familia Rhodonite. Sin embargo su verdadera identidad es Carnelian Rhodonite, el hijo adoptive del Duque Rhodonite.
- Aventurine (アベンツリーン?) La abadesa del convento de St. Vienna. Una mujer de edad mayor y siempre sonriendo con secretos mucho más oscuro detrás de ella.
- Shinsha (シンシャ?) Una monja en el convento de St. Vienna. En circunstancias misteriosas es asesinada mientras tocando el órgano y su muerte se descartada como suicidio.
- Richterite (リチテライツ?) Parte del Senado que pasa su tiempo jugando a las cartas con los otros senadores. Aunque él es apenas un niño es en realidad muy antigua y es menor de Jasper su amigo y competidor.

- Jasper (ジャスパー?) Parte del Senado, que también pasa su tiempo jugando a las cartas con los otros senadores y juega con sus juguetes. Al igual que los demás en el Senado es mucho mayor de lo que parece, pero es mayor que Richter.

- Meerschaum (ミアシャム?) Parte del Senado y la única mujer. Ella pasa su tiempo bebiendo cócteles y ganando les a los otros senadores en los juegos de cartas. Se dio a entender que no le gusta la reina o a Ruchiru.
- Valentinite (バレンチナイツ?) Parte del Senado, que se ve jugando a las cartas con los otros senadores.
- Duque Rhodonite (公爵・ロドナイツ?) Duque Rhodonite es un noble rico que ha tomado Ruby como su joven esposa. Ruchiru sospecha que el duque tiene un nuevo virus en sus manos y va encubierto. Rhodonite tiene un hijo, Carnilian.
- Tellurium (テルル?) La única hija de Gwindel que murió para convertirse en una de las estatuas muñecas de Duque Rhodonite que rodean su casa. Telulu tenía un erizo como compañía que ahora es cuidado por su padre, Gwindel como el único recuerdo que tiene de su hija.

## Manga
Escrita e ilustrada por Kaori Yuki, Guignol Kyūtei Gakudan comenzó su serialización en Bessatsu Hana to Yume en agosto de 2008. Hakusensha ha publicado cuatro volúmenes como tankōbon desde mayo de 2010. El primero fue publicado el 19 de febrero de 2009; el cuarto fue publicado el 19 de mayo de 2010. La serie también fue lanzado por el editorial Alemán, Carlsen Comics como The Royal Doll Orchestra, el editorial Italiano, Planet Manga fue lanzado como Orchestre Royale des Guignols, el editorial Francés, Tonkam como Royal Doll Orchestra. En Taiwán fue lanzado por Tong Li Comics, y en Hong Kong por Culturecom Comics. Viz Media lanzará la serie como Grand Guignol Orchestra y planes para lanzar el manga bajo su sello Shojo Beat en octubre de 2010.

## Volúmenes
| Volumen 1 | ISBN | Publicado                       |
| Volumen 1 | ISBN 978-4-592-18661-8 | 19 de febrero de 2009           |
| | |                                 |
| Contiene los capítulos: - Opus 1. "Overture para los muñecos que nunca duermen (Parte uno)" (眠れぬ人形のための序曲 (前編) Nemurenu Ningyô no Tame no Jokyoku (zenpen)?) - Opus 2. "Overture para los muñecos que nunca duermen (Parte dos)" (眠れぬ人形のための序曲 (中編) Nemurenu Ningyô no Tame no Jokyoku (chuuhen)?) - Opus 3. "El Ruiseñor en cautividad (Parte uno)" (囚われの小夜鳴鳥 (前編) Toraware no Sayonakidori (zenpen)?) - Opus 4. "El Ruiseñor en cautividad (Parte dos)" (囚われの小夜鳴鳥 (中編) Toraware no Sayonakidori (chuuhen)?)                                                                                        | Contiene los capítulos: - Opus 1. "Overture para los muñecos que nunca duermen (Parte uno)" (眠れぬ人形のための序曲 (前編) Nemurenu Ningyô no Tame no Jokyoku (zenpen)?) - Opus 2. "Overture para los muñecos que nunca duermen (Parte dos)" (眠れぬ人形のための序曲 (中編) Nemurenu Ningyô no Tame no Jokyoku (chuuhen)?) - Opus 3. "El Ruiseñor en cautividad (Parte uno)" (囚われの小夜鳴鳥 (前編) Toraware no Sayonakidori (zenpen)?) - Opus 4. "El Ruiseñor en cautividad (Parte dos)" (囚われの小夜鳴鳥 (中編) Toraware no Sayonakidori (chuuhen)?) | Personaje de la carátulaRuchiru |
| Una enfermedad llamada "Síndrome de Galatea" se está ejecutando en todas las ciudades del mundo y la gente se queda en la desesperación a la espera de la salvación. La Orquesta Real de la Corte se desplaza a las ciudades que lo soliciten con el fin de darles una melodía que pueda destruir a los invasores a su alrededor. Estos invasores son "Guiñoles" que una vez fueron humanos, hasta ser mordidos e infectados en el que comenzó los ataques a los inocentes y la propagación del virus rápidamente. Sólo el "La Antología del Himno Negro" y la voz de un cantante de hermoso puede traer la paz a un mundo lleno de destrucción. | |                                 |

| Volumen 2 | ISBN | Publicado                    |
| Volumen 2 | ISBN 978-4-592-18662-5 | 17 de julio de 2009          |
| | |                              |
| Contiene los capítulos: - Opus 5. "La Reina y el bufón (Parte uno)" (女王陛下と宮廷道化師 (前編) Joô-heika to Kyûtei Dôkeshi (zenpen)?) - Opus 6. "La Reina y el bufón (Parte dos)" (女王陛下と宮廷道化師 (中編) Joô-heika to Kyûtei Dôkeshi (chuuhen)?) - Opus 7. "Letras trágicas (Parte uno)" (音楽悲劇 (前編) Ongaku Higeki (zenpen)?) - Opus 8. "Letras trágicas (Parte dos)" (音楽悲劇 (中編) Ongaku Higeki (chuuhen)?)                   | Contiene los capítulos: - Opus 5. "La Reina y el bufón (Parte uno)" (女王陛下と宮廷道化師 (前編) Joô-heika to Kyûtei Dôkeshi (zenpen)?) - Opus 6. "La Reina y el bufón (Parte dos)" (女王陛下と宮廷道化師 (中編) Joô-heika to Kyûtei Dôkeshi (chuuhen)?) - Opus 7. "Letras trágicas (Parte uno)" (音楽悲劇 (前編) Ongaku Higeki (zenpen)?) - Opus 8. "Letras trágicas (Parte dos)" (音楽悲劇 (中編) Ongaku Higeki (chuuhen)?) | Personaje de la carátulaEles |
| La Orquesta Real de la Corte toman riesgos de viajar en caminos llenos de "Guiñoles" a medida que llegan a las ciudades que los soliciten a ellos. En su viaje llegan a la capital de la reina Gemsilica y su ejército de soldados. El pasado de Ruchiru sigue siendo un misterio, pero solo indicios sugieren que él es responsable de una masacre y un intento de tomar la vida de la reina a quien llamó "Cordie" el nombre de su hermanita. | |                              |

| Volumen 3 | ISBN | Publicado                           |
| Volumen 3 | ISBN 978-4-592-18663-2 | 18 de diciembre de 2009             |
| | |                                     |
| Contiene los capítulos: - Opus 9. "Letras trágicas (Parte tres)" (音楽悲劇 (後編) Ongaku Higeki (kōhen)?) - Opus 10. "Mi cariño (Parte uno)" (マ・シェリI (前編) Ma Shieri (zenpen)?) - Opus 11. "Mi cariño (Parte dos)" (マ・シェリI (中編) Ma Shieri (chuuhen)?) - Opus 12. "Mi cariño (Parte tres)" (マ・シェリI (後編) Ma Shieri (kōhen)?)                                                 | Contiene los capítulos: - Opus 9. "Letras trágicas (Parte tres)" (音楽悲劇 (後編) Ongaku Higeki (kōhen)?) - Opus 10. "Mi cariño (Parte uno)" (マ・シェリI (前編) Ma Shieri (zenpen)?) - Opus 11. "Mi cariño (Parte dos)" (マ・シェリI (中編) Ma Shieri (chuuhen)?) - Opus 12. "Mi cariño (Parte tres)" (マ・シェリI (後編) Ma Shieri (kōhen)?) | Personaje de la carátulaBerthierite |
| Un nuevo virus ha aparecido en rumores, pero Ruchiru y sus músicos investigan al Duque Rhodonite y se reúnen con Spinel, la espía de la corte que está posando como Ruby la prometida del Duque! Aunque la fiesta de compromiso se llevará a cabo pronto, Ruchiru le resulta difícil de realizar con sus músicos cuando el Duque tiene el claro objetivo de atraparlo en su parcela enfermizo. | |                                     |

| Volumen 4 | ISBN | Publicado                      |
| Volumen 4 | ISBN 978-4-592-18663-2 | 19 de mayo de 2010             |
| | |                                |
| Contiene los capítulos: - Opus 13. "Stigmata" (ステイグマ Suteiguma?) - Opus 14. "Cuarteto Mosaic (Parte uno)" (クオーター四重奏 (前編) Kuota Shijûsô (zenpen)?) - Opus 15. "Cuarteto Mosaic (Parte dos)" (クオーター四重奏 (中編) Kuota Shijûsô (chuuhen)?) - Opus 16. "La canción de amor del trovador de la Corte (Parte uno)" (宮廷吟遊詩人の愛の歌 (前編) Kyûtei Gin'yûkajin no Ai no Uta (zenpen)?) | Contiene los capítulos: - Opus 13. "Stigmata" (ステイグマ Suteiguma?) - Opus 14. "Cuarteto Mosaic (Parte uno)" (クオーター四重奏 (前編) Kuota Shijûsô (zenpen)?) - Opus 15. "Cuarteto Mosaic (Parte dos)" (クオーター四重奏 (中編) Kuota Shijûsô (chuuhen)?) - Opus 16. "La canción de amor del trovador de la Corte (Parte uno)" (宮廷吟遊詩人の愛の歌 (前編) Kyûtei Gin'yûkajin no Ai no Uta (zenpen)?) | Personaje de la carátulaKohaku |
| El Duque Rhodonite es asesinado, Ruchiru es acusado de ser el asesino y es obligado a escapar como un fugitivo con su orquesta. En el camino, información llega a Ruchiru sobre el Oratorio Negro y el Senado podría saber algo al respecto. | |                                |

| Volumen 5 | ISBN | Publicado                          |
| Volumen 5 | ISBN 978-4-592-18665-6 | 19 de agosto de 2010               |
| | |                                    |
| Contiene los capítulos: - Opus 17. "La canción de amor del trovador de la Corte (Parte dos)" (宮廷吟遊詩人の愛の歌 (中編) Kyûtei Gin'yûkajin no Ai no Uta (chuuhen)?) - Opus 18. ""La canción de amor del trovador de la Corte (Parte tres)" (宮廷吟遊詩人の愛の歌 (後編) Kyûtei Gin'yûkajin no Ai no Uta (kōhen)?) | Contiene los capítulos: - Opus 17. "La canción de amor del trovador de la Corte (Parte dos)" (宮廷吟遊詩人の愛の歌 (中編) Kyûtei Gin'yûkajin no Ai no Uta (chuuhen)?) - Opus 18. ""La canción de amor del trovador de la Corte (Parte tres)" (宮廷吟遊詩人の愛の歌 (後編) Kyûtei Gin'yûkajin no Ai no Uta (kōhen)?) | Personaje de la carátulaCordierite |
| Hacia el final de la batalla, Lucille y su orquesta se encuentran cara a cara con la Reina Gemsilica. El oratorio negro volverá a sonar contra la maldición del mundo! | |                                    |